# Ад-Дусари, Абдулла
Ад-Дусари Абдулла Салех (араб. عبدالله صالح‎; 1 ноября 1969, Саудовская Аравия) — саудовский футболист, защитник. Наиболее известен по выступлениям в сборной Саудовской Аравии и «Аль-Иттифак». Участник чемпионата мира 1994 года.

## Биография
Ад-Дусари Абдулла Салех относится к так называемому «золотому» поколению футболистов из Саудовской Аравии, которые стабильно занимали высокие места в Кубке Азии, а также выходили в плей-офф мундиаля.

## Карьера
Абдулла Салех Ад-Дусари на протяжении 4 сезонов защищал цвета футбольного клуба «Аль Иттихад» из Джидды, но наибольшую известность он получил выступая за национальную сборную. Участвовал в Кубке Азии по футболу в 1988. Кроме того на его счету участие в домашнем Кубке Конфедераций, где его команда уступила лишь в финале. 
Главным достижением в карьере Ад-Дусари является выход вместе со сборной Саудовской Аравии в 1/16 Чемпионата Мира по футболу 1994 года. Всего за главную команду страны он провел 17 матчей и забил 13 голов.